# Kiribati na Mistrzostwach Świata w Lekkoatletyce 2013
Kiribati na Mistrzostwach Świata w Lekkoatletyce 2013 – reprezentacja Kiribati podczas mistrzostw świata w Moskwie liczyła 1 zawodniczkę, która nie zdobyła medalu.

## Występy reprezentantów Kiribati
| Konkurencja          | Zawodniczka      | Eliminacje | Eliminacje | Półfinał | Półfinał | Finał    | Finał   |
| Konkurencja          | Zawodniczka      | Rezultat   | Pozycja    | Rezultat | Pozycja  | Rezultat | Pozycja |
| -------------------- | ---------------- | ---------- | ---------- | -------- | -------- | -------- | ------- |
| Bieg na 100 m kobiet | Kabotaake Romeri | 13,39 (PB) | 44.        | NQ       | NQ       | NQ       | NQ      |